# Frank Buchser

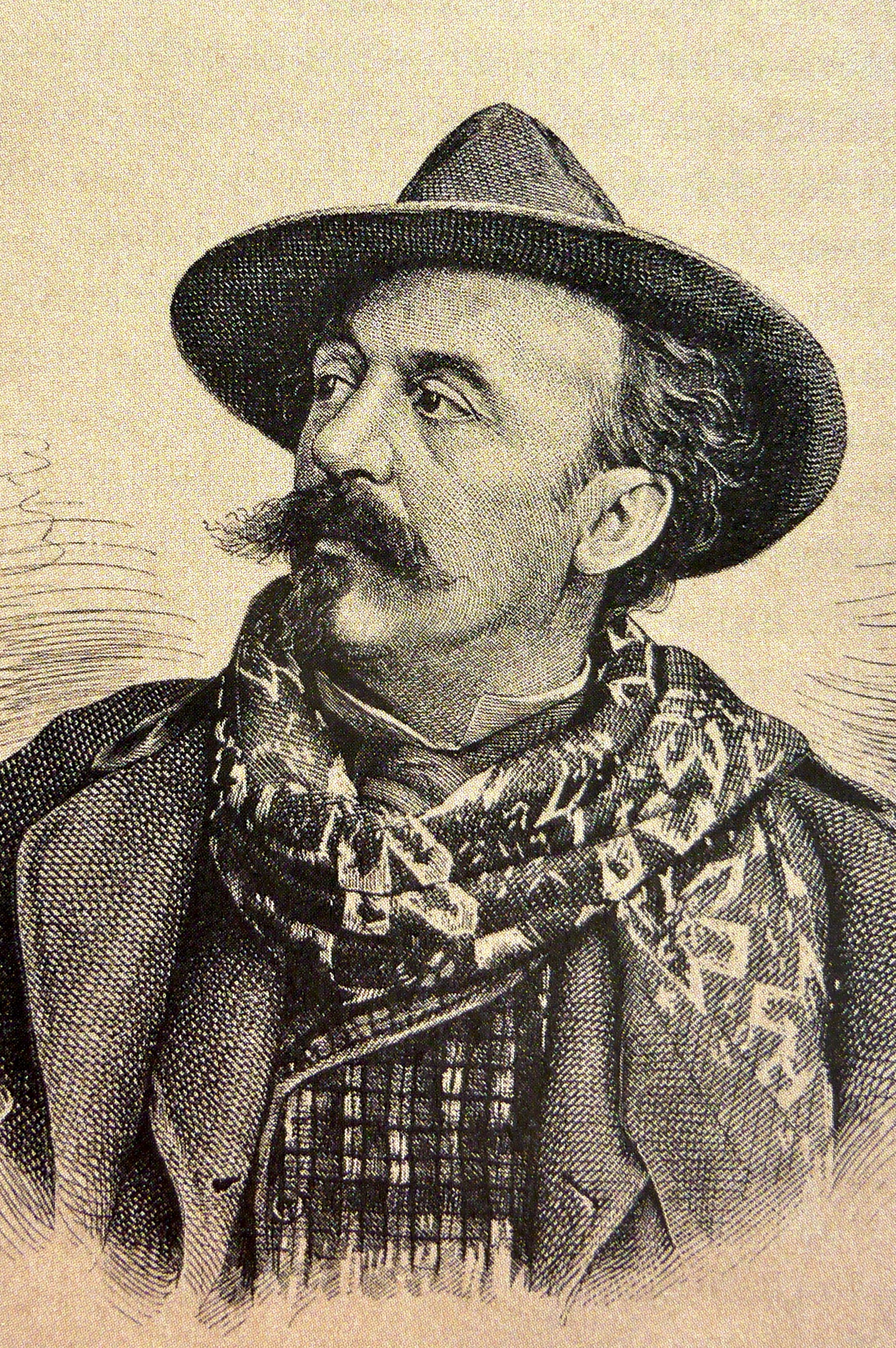
Frank Buchser

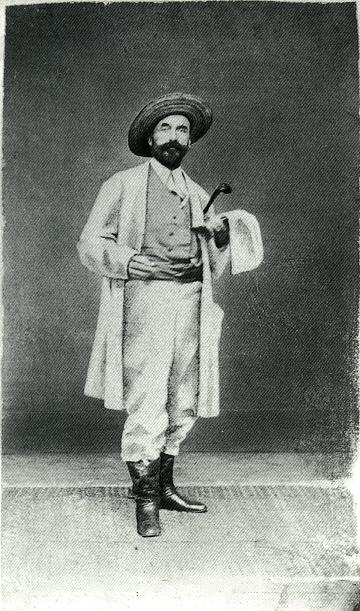
Frank Buchser

Frank Buchser, geboren als Franz Buchser (* 15. August 1828 in Feldbrunnen-St. Niklaus, Kanton Solothurn; † 22. November 1890 ebenda) war ein Schweizer Maler und Abenteurer.

## Leben
Frank Buchser war Sohn des früh verstorbenen Bauern, Pferdehändlers und Wirts Niklaus Josef Buchser und seiner Frau Anna Maria, geborene Walker. Er absolvierte eine Lehre als Orgel- und Klavierbauer in Solothurn und Bern und nahm Zeichenunterricht beim Berner Künstler Heinrich von Arx, dem Schüler Martin Distelis. 1847 beschloss er, nach einem Aufenthalt beim mit ihm verwandten Jean-Victor Schnetz in Paris und einer anschliessenden Weiterreise nach Florenz und Rom, Maler zu werden. Er diente in der päpstlichen Schweizergarde, was ihm ermöglichte, in der Accademia di San Luca in Rom Malerei zu studieren. 1848 schloss er sich kurz den Truppen Garibaldis an. Von 1849 bis 1850 studierte er in Paris, 1850 bis 1852 in Antwerpen bei Gustave Wappers. 1852 bis 1853 bereiste er Spanien, wo er als Maler und Zeichner mit dem Selbstporträt Los tres Amigos Beachtung fand.
Auch nach 1853 suchte er sein Wirkungsfeld bevorzugt in der Ferne, so war er 1857 und 1860 erneut in Spanien und mehrmals in England, wo er 1862 als Kommissär der Abteilung schweizerischer Kunst an der Weltausstellung in London tätig wurde. Persönliche Höhepunkte seiner Reisen waren ein Ritt nach der Königsstadt Fès in Marokko im Jahr 1858 sowie von Mai 1866 bis Mai 1871 sein Aufenthalt in den USA und Kanada, wo er u. a. Johann August Sutter porträtierte. Ende 1866 und Anfang 1867 erregte er dort mit seinen sozialkritischen Gemälden von Schwarzen und Indianern in Washington und New York einiges Aufsehen. Die Jahre 1873 bis 1884 waren erneut von einer intensiven Reisetätigkeit geprägt; hauptsächlich nach Italien, Frankreich (1875 in Barbizon), England, Spanien, Marokko und Griechenland. Seine schlechter werdende Gesundheit zwang ihn in den 1880er Jahren zu einer sesshafteren Lebensweise. Seine letzten Lebensjahre verbrachte Buchser vorwiegend im heimischen Feldbrunnen, wo er ab 1884 Cuno Amiet unterrichtete.
Bei seinen regelmässigen Aufenthalten in der Schweiz verfolgte Buchser neben künstlerischen auch politische Interessen. Ab 1864 amtierte er beispielsweise kurzzeitig als Ammann von Feldbrunnen. 1865 gründete er zusammen mit Rudolf Koller und Ernst Stückelberg eine Künstlervereinigung, die spätere Gesellschaft schweizerischer Maler, Bildhauer und Architekten (GSMBA). In seinen letzten Lebensjahren setzte er sich für eine Reform des Ausstellungswesens ein und war zugleich Wegbereiter des Bundesbeschlusses von 1887 zur Förderung und Hebung der schweizerischen Kunst. 1888 bis 1890 zählte er zu den Mitgliedern der Eidgenössischen Kunstkommission. Buchser war Freimaurer.
Wie Frank Buchser ist auch Max Leu auf dem Friedhof St. Niklaus in Feldbrunnen bei Solothurn beigesetzt. Leu schuf auch die Grab-Büste für Buchser. Anlässlich seines 100. Geburtstages fand 1929 vom 19. Mai bis 24. Juni eine Gedächtnisausstellung im Kunstmuseum Solothurn statt. Die Ausstellung wurde danach in Bern und Zürich wiederholt.
Buchsers stilistisch vielseitiges Lebenswerk umfasst ca. 1000 Ölbilder, davon etwa 300 eigentliche Gemälde. Der Rest sind mehrheitlich eigenständige, oft mit temperamentvoll raschem Strich ausgeführte Ölskizzen, die den ausgeprägten Sinn des Künstlers für Farbigkeit und Lichtführung erweisen.

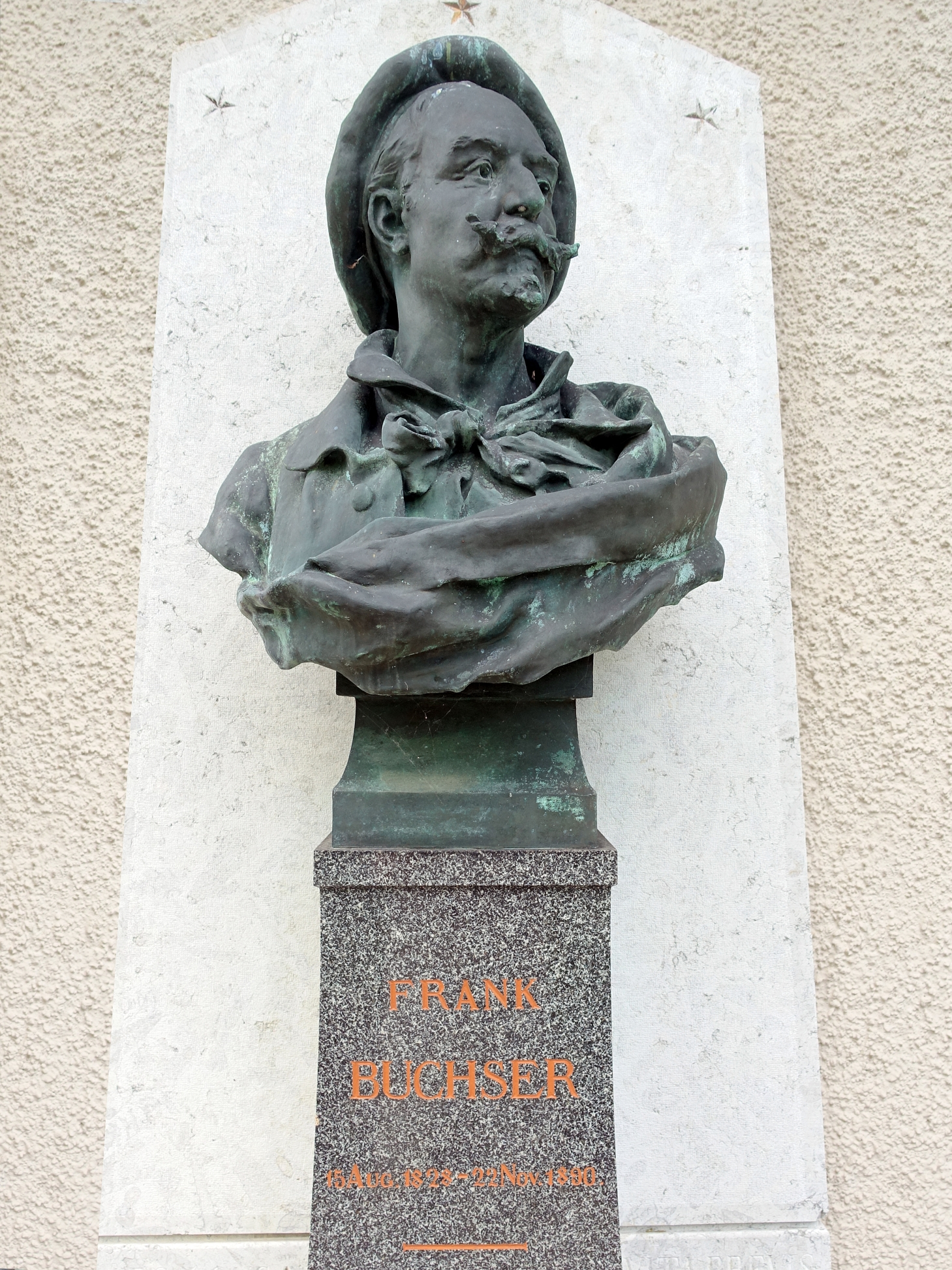
Grab. Friedhof Feldbrunnen-St. Niklaus

Die bedeutendsten Werkgruppen befinden sich im Kunstmuseum Solothurn (80 Gemälde) und im Kunstmuseum Basel (über 1000 Ölskizzen, Zeichnungen und Aquarelle sowie Skizzenbücher). Diesen Sammlungen hatte Buchser seinen Nachlass zugedacht, wobei Solothurn die Gemälde und Basel das Studienmaterial entgegennehmen durfte. Im Kupferstichkabinett des Basler Kunstmuseums werden seither auch über 200 Photographien aus den 1850er bis 1880er Jahren aufbewahrt, die Buchser auf seinen ausgedehnten Reisen als Inspirationsquelle und Vorlagenmaterial erworben hatte. 2014 wurde in Bettlach SO ein privates Museum für den Künstler eröffnet.
Ein Verdienst als "Buchser-Forscher" ist Gottfried Wälchli zuzuschreiben. Ein Werkverzeichnis existiert noch nicht. Bruno Moll realisierte 2019 mit dem Film «The Song of Mary Blane» eine filmische Annäherung an Frank Buchsers Leben.

## Werke (Auswahl)

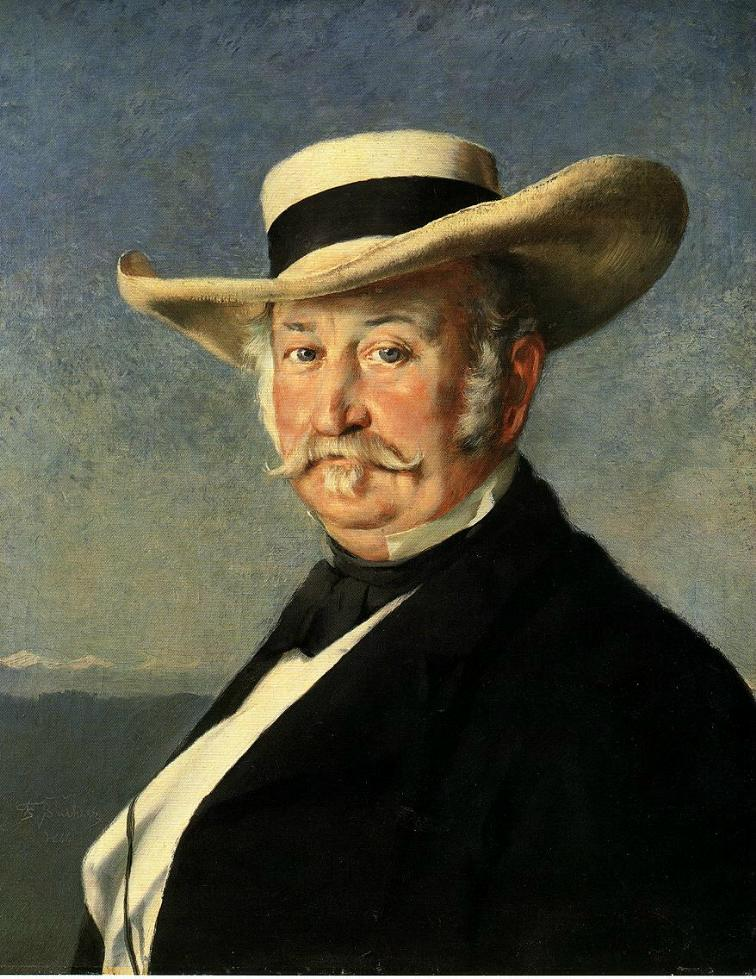
Johann August Sutter, 1866, 69,5 × 54,5 cm
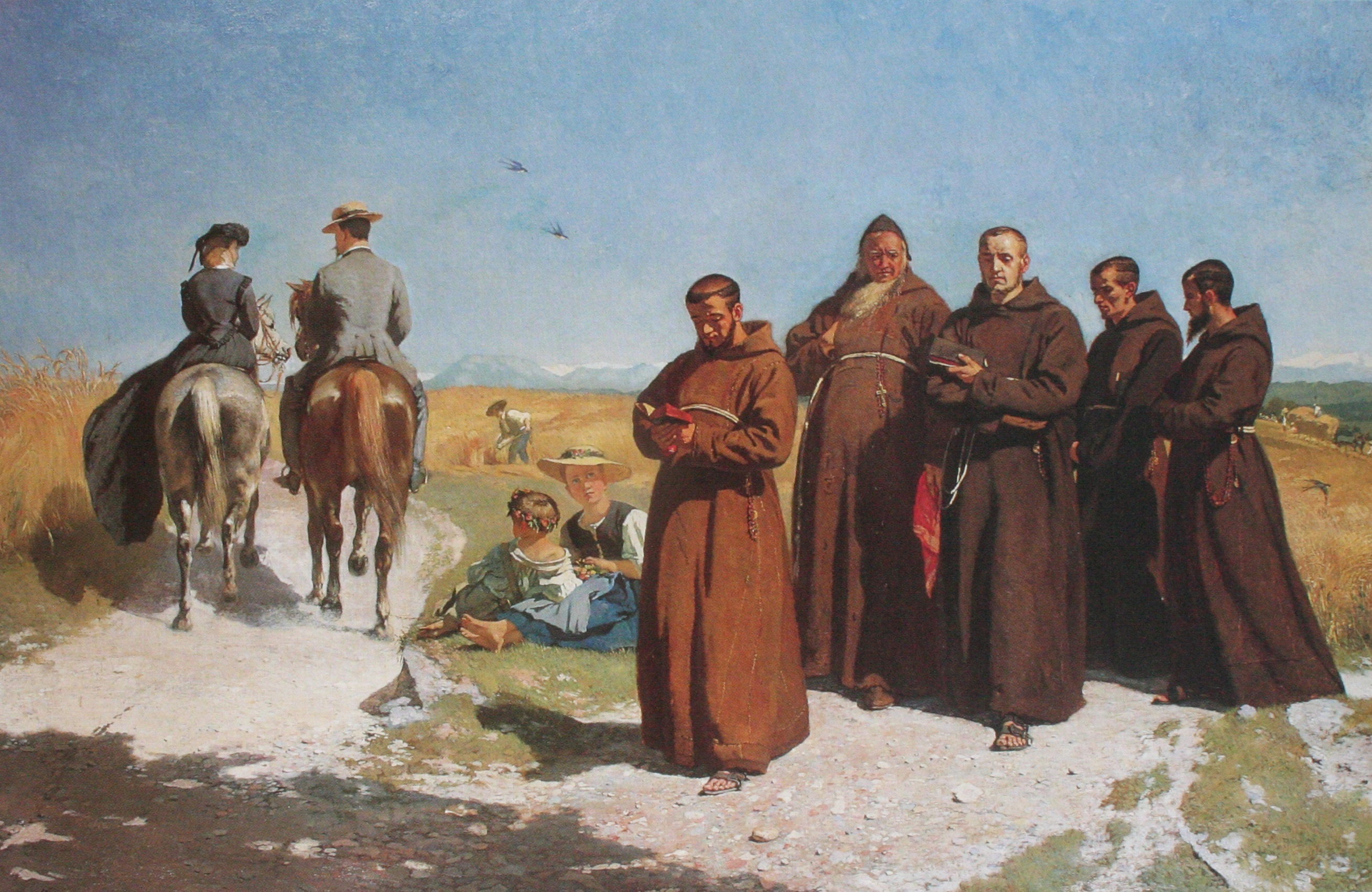
Askese und Lebenslust, 1865, 102 × 153 cm
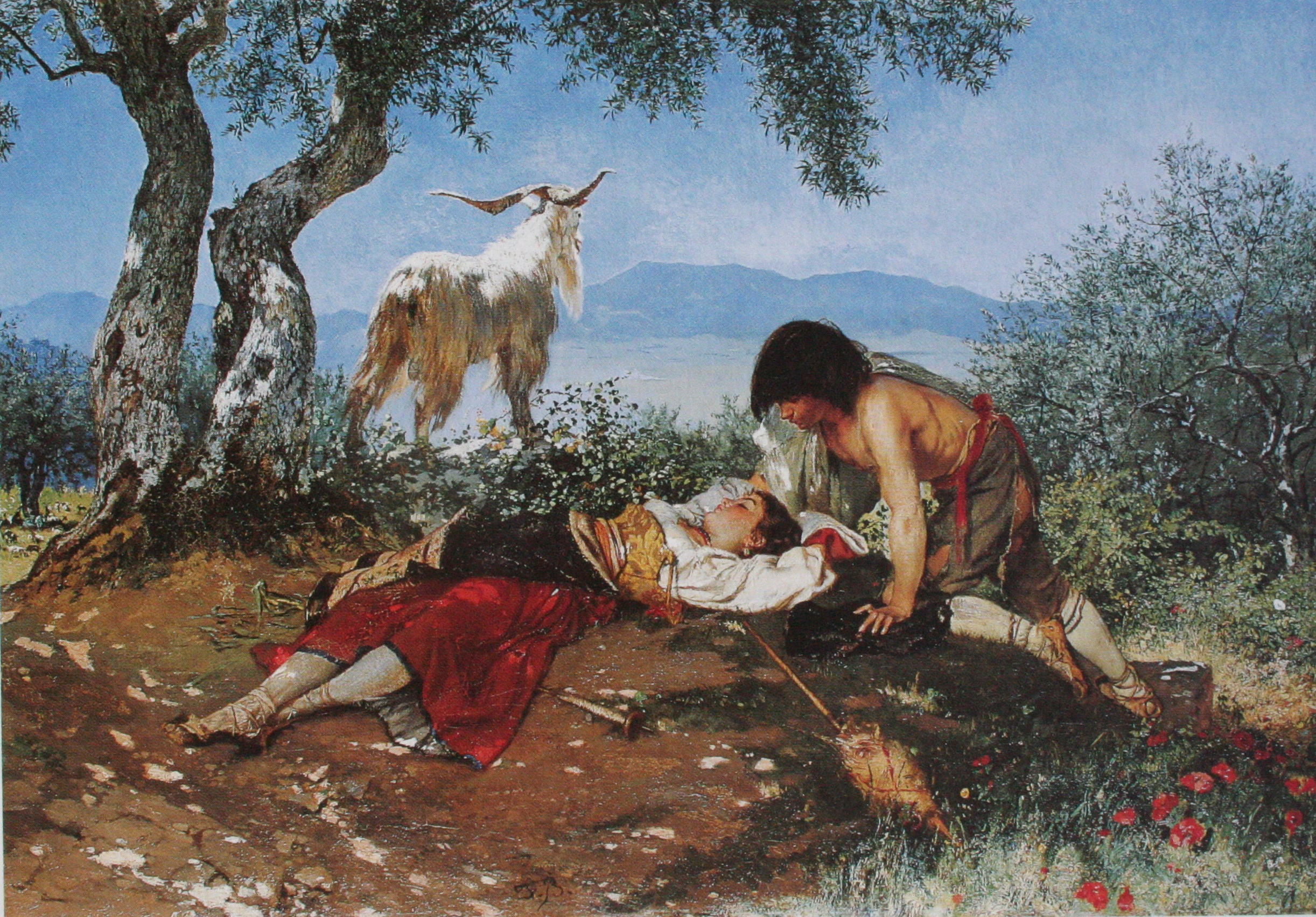
Der Kuss, 1878, 70 × 101 cm
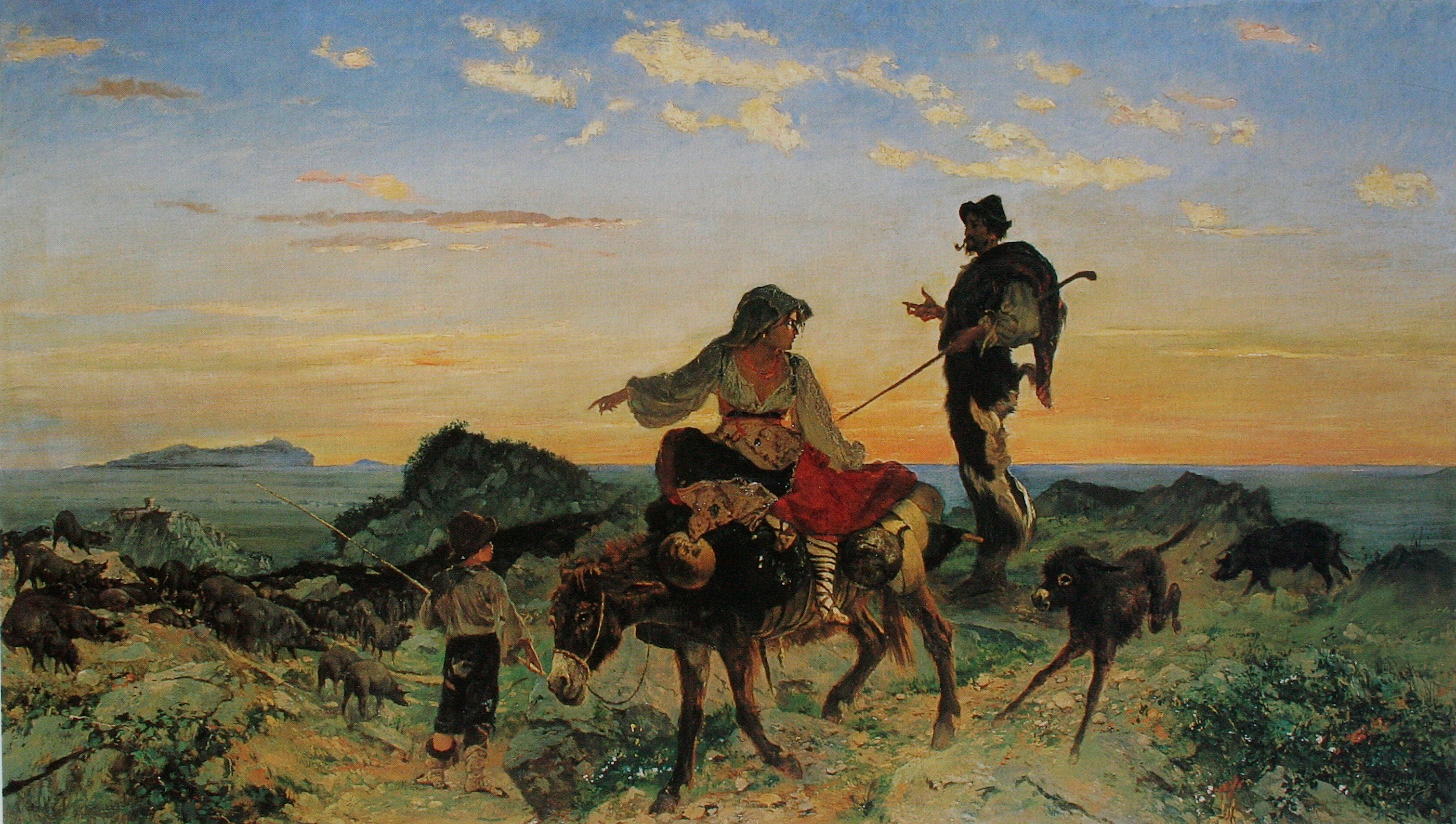
Il divino porcaio, 1882, 64 × 110,5 cm